# 逆合成分析
逆合成分析，也称作逆合成法、反合成分析，是解决有机合成路线的重要方法，也是有机合成路线设计的最简单、最基本的方法。其实质是目标分子的分拆，通过分析目标分子结构，逐步将其拆解为更简单、更容易合成的前体和原料，从而完成路线的设计。艾里亚斯·詹姆斯·科里为逆合成分析法做出很大贡献，著有《化学合成的逻辑》一书， 也因此获得了1990年的诺贝尔化学奖。
在从复杂的目标分子出发，逐步推出最佳起始物和合成路线的时候，往往要考虑以下三个因素：
- 要有合适且合理的反应方法和反应机理作保证；
- 原料要简单易得；
- 合成路线尽可能简化，且总产率越高越好。

## 定义
拆解涉及目标分子断键，生成两个（或更多）合成子的步骤。
反合成子逆合成分析中考虑的合成子，是确保特定转化可以进行的最小亚结构。
逆合成路线图含有多条（或所有）目标分子逆合成路线的有向非循环图。
合成子合成反应中的基本单位，可看作分子拆开后在有机合成中确实有效的碎片。科里给出的定义为：“凡是能用已知的，或合理的操作连接成分子的结构单元均称为合成子”。例如下列合成子就是一个有效的碎片：
目标分子需要合成的化合物。
起始物相对简单易得的原料物质。
转化由产物推出起始物的过程，是合成反应的逆过程。
逆合成最重要的就是：切断

## 例子
以下是一个逆合成分析的例子：
在设计苯乙酸的合成时可发现两个合成子：一个亲核的“−COOH”基及一个亲电的“PhCH2+”基团。显然它们本质上都是不存在的，需要通过合成子等价物来合成它们。此例中氰离子是−COOH合成子的等价物，而溴化苄则是苄基阳离子合成子的等价物。
因此通过逆合成分析，得到的苯乙酸合成路线为：
1. PhCH2Br + NaCN → PhCH2CN + NaBr
2. PhCH2CN + 2 H2O → PhCH2COOH + NH3

## 策略
科里根据他的有机合成经验，将有关有机合成设计的策略分为5个方面，称为“五大策略”。即：
基于官能团的策略
根据目标分子所含有的官能团，选择恰当的合成路线将分子拆解。
立体化学的策略
在拆解含立体中心的目标分子时，考虑立体的关联性，逐个去除立体中心，并要注意立体选择性反应如克莱森重排反应和光延反應的使用。
基于结构目标的策略
从目标分子的结构出发，考虑引向有效的前体及起始物。可以比较多条逆合成路线，并从其中选出最佳；也可进行双向探索，即从目标和已有原料同时出发推导某中间体。
基于转化方式的策略
尽管转化方式的应用对减小“分子复杂性”十分有效，但复杂分子中有效的转化反合成子十分少见，常需要通过附加步骤来合成它们。
拓扑学的策略
抓住一个或多个关键的键结方式分析，确定较合适的断键位置，且要特别注意任何重排反应的特征。此外还要注意以下两点：
- 尽量保持环结构。
- 避免大环化合物（大于7元）的合成。

## 延伸阅读
- 巨勇，席婵娟，赵国辉编著。《有机合成化学与路线设计》第二版。北京：清华大学出版社，2007年。ISBN 978-7-302-15095-4